# Episodi di Wolff, un poliziotto a Berlino (dodicesima stagione)
Gli episodi della dodicesima serie di "Wolff, un poliziotto a Berlino" sono stati trasmessi per la prima volta in Germania, tra l'8 ottobre 2003 e il 28 aprile 2004. In Italia, sono stati trasmessi, in prima visione, su Raidue, tra il 9  e il 25 luglio 2008. Tuttavia, il primo e l'ultimo episodio della serie sono rimasti inediti fino alla loro trasmissione su Retequattro, nella primavera del 2010.
| nº     | Titolo originale              | Titolo italiano           | Prima TV Germania | Prima TV Italia        |
| ------ | ----------------------------- | ------------------------- | ----------------- | ---------------------- |
| 1-145  | Traumfänger                   | Il Cavaliere Misterioso   | 8 ottobre 2003    | 22 marzo 2010 - 15,10  |
| 2-146  | Spurlos                       | Un padre dominante        | 15 ottobre 2003   | 9 luglio 2008 - 14,00  |
| 3-147  | Blind Date                    | Appuntamento con la morte | 22 ottobre 2003   | 10 luglio 2008 - 14,00 |
| 4-148  | Jeanettes Flucht              | Un amore senza fine       | 29 ottobre 2003   | 11 luglio 2008 - 14,00 |
| 5-149  | Fahrerflucht                  | Morte di un bancario      | 12 novembre 2003  | 14 luglio 2008 - 14,00 |
| 6-150  | Schattenwesen                 | Ombre                     | 19 novembre 2003  | 15 luglio 2008 - 14,00 |
| 7-151  | Kleine Zwerge, lange Schatten | Orti familiari            | 3 dicembre 2003   | 16 luglio 2008 - 14,00 |
| 8-152  | Der unwürdige Zeuge           | Un testimone inaffidabile | 17 dicembre 2003  | 17 luglio 2008 - 14,00 |
| 9-153  | Tod in Uniform                | Un buon partito           | 7 gennaio 2004    | 18 luglio 2008 - 14,00 |
| 10-154 | Die Heldin                    | Passione                  | 17 marzo 2004     | 21 luglio 2008 - 14,00 |
| 11-155 | Karambolage                   | Il tamponamento           | 31 marzo 2004     | 22 luglio 2008 - 14,00 |
| 12-156 | An einem Tag im Mai           | Un giorno di maggio       | 7 aprile 2004     | 23 luglio 2008 - 14,00 |
| 13-157 | Diplomatie am Ende            | Immunità diplomatica      | 14 aprile 2004    | 24 luglio 2008 - 14,00 |
| 14-158 | Die Richter                   | Il giudice di pietra      | 21 aprile 2004    | 25 luglio 2008 - 14,00 |
| 15-159 | Amsterdam sehen und sterben   | Morire e rinascere        | 28 aprile 2004    | 14 aprile 2010 - 15,10 |